# Álex Crivillé
Àlex Crivillé (Barcelona, 4 de março de 1970) é um ex-motociclista catalão da MotoGP. Em 1999, ele foi o primeiro motociclista espanhol a ser campeão nas campeão nas 500 cilindradas.

## Carreira
Álex Crivillé falsificou a idade quando tinha 14 anos, para tirar a licença com 15 anos, a idade permitida na Espanha. Neste ano ganhou a Criterium Solo Moto, uma categoria 75cc de motos Honda.